# Павле II Црни од Александрије
Павле II Црни Александријски (сиријски: Павловс д-Бет Оукомé) је био антиохијски патријарх и поглавар Сиријске оријентално-православне цркве од 550. До 575. године када је свргнут са трона.

## Биографија
Павле је рођен у Александрији у породици Укама. Он је постао монах уманастиру Губа Бароја, у близини Мамбиџа, где се школовао учећи из литературе која је била на грчком и сиријском. Павле је касније постао секретар патријарха Теодосија I од Александрије и игуман манастира у Александрији.
Године 546, након смрти Сергија Тела, Павле је патријарх Теодосије послао на исток да поврати јединство монофизитске заједнице након прекида изазваног од стране свог претходника, који је придржавао Тритеизам пре смрти. Године 550. Павла је за патријарха Антиохије посветио Јаков Барадеј. Након теодосијеве смрти 567. Године павле је чак покушао да купи патријаршијско седиште.
Током његовог столовања као патријарха, Павле је учествовао у расправи са Јованом III Схоластиком и епископом Конаном од Тарсуса и Еугеном Селеукијским о Тритеизму у Константинопољу 570. године. Наредне године, Павле и три сиријска миафизитска епископа су позвани у Цариград, наводно да би поврати јединство царске цркве, али је он и даље био одлучан у поштовању својое вероисповести, па су зато били бачени у затвор и били мучени док нису прихватили Причешће Јована Схоластика . Године 572, Павле је побегао из престонице и склонио се код Ел Мундира у Арабији.
После саслушања везаног за његова одступања од догматких правила цркве Јаков Барадеј га је одмах екскомуницирао. Међутим, 575. године Јаков је предочио његово покајање синоду Сиријске православне цркве што је за резултат имало враћање Павла у складу са правилима и канонима цркве у црквену заједницу, али то није било прихваћено у Александрији што је проузроковало велику огорченост. Затим је покушао да наметне царици Теодори, архимандрита, као Александријског патријарха, али је био одбијен, а патријарх Петар IV Александријски је изопштио и Теодору и Павла.
Јаков је у почетку осудио екскомуникацију али је касније отишао у Александрију као би преговорима издејствовао компромис, што је за резултат имало укидање Павлове екскомуникације али је зато био смењен са места патријарха Антиохије. Овај поступак наишао је на снажан отпор и у самој Сирији и довело до раскола “Јакубита” и “Павлита”, које је подржавао Ел Мундир. Године 577. Павле се вратио у Константинопољ где је још увек имао много присталица и остао овде све до своје смрти. Наредне године, Јаков је умро током свог путовања у Александрију где је требало да се састане са наследником Павла IV, Дамајаном Александријским.
У фебруару 580. сазвао црквени сабор у Константинопољу како би помирио Павлите и Јакобите али га је одбио Дамјан који је уместо тога 581 . године, био посвећен од стране Павловог сина Петра III од Раке Антиохијског патријарха а Павле је преминуо убрзо након тога.